# Hit (muziek)
Een hit is een succesvol muziekstuk, zoals een single die of album dat vaak op de radio wordt gedraaid of waarvan veel exemplaren worden verkocht. Bij een zeer succesvolle hit spreekt men van tophit. De benaming 'hit' is ontleend aan het Engelse woord voor 'treffen' ofwel 'raken'. Een vrij letterlijke vertaling van 'hit' in deze context zijn het woord klap (als in “een klapper maken” en erg treffend de Klapper van de Week in de Top 40) en het woord slag (als in “een slag slaan" en "slagen”) dat weer verwant is aan het Duitse begrip Schlager.
Het woord 'hit' komt sinds de tweede helft van de twintigste eeuw in de Nederlandse taal voor. In periodiek uitgegeven overzichten, hitlijsten of hitparades genaamd, wordt een rangorde van de recente hits gegeven. De single met de hoogste positie in een dergelijke lijst is een nummer 1-hit.
Een liedje kan om verschillende redenen als hit worden gezien: een verkoophit (op basis van het aantal verkochte exemplaren singles of bladmuziek, of de hoeveelheid downloads), een radiohit (op basis van het aantal keer dat de plaat wordt aangevraagd of het aantal keer dat de plaat wordt gedraaid ('airplay')), een discothekenhit (op basis van het aantal malen dat de plaat in een discotheek wordt gedraaid of het verkoopaantal in gespecialiseerde dance-platenzaken) of een seizoensfenomeen (bijvoorbeeld een carnavalskraker, een kersthit of een zomerhit).
Op verzamelalbums staan veelal verzamelingen van hits van een bepaalde artiest of band, uit een bepaalde periode of binnen een bepaald genre.